# زهل (داکوتای شمالی)
زهل (به انگلیسی: Zahl) یک منطقهٔ مسکونی در ایالات متحده آمریکا است که در شهرستان ویلیامز، داکوتای شمالی واقع شده‌است. زهل ۶۱۳٫۸۷ متر بالاتر از سطح دریا واقع شده‌است.